# Рікардо Родрігес Суарес
Рікардо Родрігес Суарес (ісп. Ricardo Rodríguez Suárez, нар. 3 квітня 1974, Ов'єдо) — іспанський футбольний тренер. З 2021 року очолює тренерський штаб японського «Урава Ред Даймондс».

## Кар'єра тренера
Розпочав тренерську кар'єру 2006 року як наставник молодіжної команди «Жирони». Протягом частини 2007 року очолював тренерський штаб головної команди клубу, після чого став помічником Хуана Муньїса у тренерському штабі «Малага».
Згодом протягом 2011–2013 років працював у Саудівській Аравії, спочатку як помічник головного тренера національної збірної країни, а згодом як головний тренер її юнацької збірної.
Провівщи частину 2013 року в знайомій йому «Жироні», перебрався до Таїланду, де по сезону пропрацював у тренерських штабах клубів «Ратчабурі», «Бангкок Глесс» та «Супханбурі».
2017 року очолив тренерський штаб японського друголігового «Токусіма Вортіс», який під його керівництвом в сезоні 2020 року здобув перемогу у другій Джей-лізі і підвищився в класі.
Утім в елітному японському дивізіоні команда з Токусіми грала вже з новим наставником, іншим іспанським спеціалістом Дані Поятосом, а Родрігес прийняв запрошення очолити команду «Урава Ред Даймондс». Під його керівництвом команда завершила сезон 2021 року на шостому місці у чемпіонаті, утім досягнений нею прогрес знайшов відображення в обранні Родрігеса найкращим тренером сезону в Джей-лізі .

## Титули і досягнення
- Переможець Джей-ліги 2 (1):

«Токусіма Вортіс»: 2020
- Володар Кубка Імператора (1):

«Урава Ред Даймондс»: 2021
- Володар Суперкубка Японії (1):

«Урава Ред Даймондс»: 2022

### Особисті
- Найкращий тренер сезону в Джей-лізі (1):

2021